# 응우옌반티에우
응우옌반티에우(베트남어: Nguyễn Văn Thiệu, 阮文紹, 완문소, 1923년 4월 5일 ~ 2001년 9월 29일)은 베트남의 군인, 정치인이며 남베트남의 제2대 총통(1967년 ~ 1975년)이다.
1967년부터 1975년, 베트콩의 군대가 남베트남을 전복할 때까지 남베트남의 대통령을 지냈다. 처음에 그가 권력으로 왔을 때 남베트남 정부는 매우 불안정하였다. 국가의 리더십은 2년보다 적게 9번이나 바뀌었다. 티에우는 직무에서 자신의 8년 동안 남베트남으로 안정성 정도를 가져왔다. 그러나 국가에 대한 그의 보유는 그가 미국의 지지를 잃으면서 꾸준히 약해졌다. 1973년 미군들이 베트남으로부터 철수했을 때 티에우는 파리 협정의 조건을 지키는 데 거부하였다. 그의 활동들은 남베트남 국민들 사이에 그의 정부를 위한 성원을 줄였고, 최후적으로 전쟁에서 북베트남의 승리에 도움을 주었다.

## 제1차 인도차이나 전쟁에서
"상승하는 사람"을 의미하는 이름으로 베트남 중부의 닌투언 성 판랑탑짬 근처에서 태어났다. 그의 출생 당시 베트남은 프랑스의 식민지였고, 프랑스령 인도차이나로 알려졌다. 티에우는 부유한 농부와 어부 가족에서 5명의 자식들 중에 막내였다. 그의 2명의 형들도 또한 남베트남에서 관료가 되었다.
티에우는 사이공과 후에에서 학교들을 다녔다. 1945년 그는 프랑스로부터 베트남의 독립을 쟁취하기 위해 싸우고 있었던 베트남 독립동맹회 (비엣민)로 알려진 혁명 단체에 가입하였다. 그러나, 독립동맹회에 속한 대부분의 일원들이 공산주의자였다는 것을 깨달았을 때 그는 이 단체에서 활동하는 것을 그만 두었다. 그는 타임 잡지 인터뷰에서 "내가 베트남 독립동맹회에서 1946년 8월까지 활동하면서 깨달은 것은, 이들이 공산주의자라는 것이었다. 그들은 사람들에 총을 쏘았다. 그들은 마을 위원회를 전복하였다. 그들은 토지를 무단으로 점거하였다."고 말하였다.
이 시간에 티에우는 프랑스군의 편으로 자신의 충성들을 전환시켰다. 이후 상업해병학교에 입학하였고, 1949년에 졸업한 그는 프랑스 식민군 해군 소위로 임관하였지만, 봉급, 대우 면에서 달랏 국군사관학교 출신에 밀리는 것을 체감하고 달랏 국군사관학교에 편입학하였다. 졸업 직후인 1951년에는 프랑스의 괴뢰국이었던 베트남국의 국가군 안에서 착실하게 출세하여 1954년 소좌로 진급하였다. 이 시기 응우옌반티에우는 호찌민이 지휘하는 베트남 독립 동맹회와의 전투에서 대대장의 지휘를 맡아 두각을 나타냈다.
같은 연도에 티에우는 응우옌티마이아인(Nguyễn Thị Mai Anh)과 결혼했다. 응우옌 티 마이 아인은 남베트남의 부유한 의사 가문 출신으로, 메콩강변에 있는 허벨 병원 병원장의 딸이었다.
1954년 남베트남 육군사관학교 교장이 되었으며, 1956년 응오딘지엠의 각별한 신뢰를 얻게 된다. 그해 남베트남 국립 육군사관학교장에 재선되어 4년간 근무했다.

## 베트남 전쟁이 시작되며
하지만 티에우의 성공에 불구하고, 공산당이 이끄는 비엣민 군대는 베트남의 독립을 얻는 데 그해 후순에 프랑스군을 물리쳤다. 프랑스와 비엣민 사이에 전쟁을 끝낸 1954년의 제네바 협정은 베트남을 2개의 부분으로 갈라놓았다. 호찌민 아래 공산당 정부에 의하여 이끌어진 북부는 공식적으로 베트남 민주 공화국으로 알려졌으나 보통 북베트남으로 알려졌다. 응오딘지엠 아래 미국이 성원한 정부에 의하여 이끌어진 남부는 베트남 공화국으로 알려졌다.
평화 협정은 또한 하나의 정부 아래 베트남의 2개 부분을 통일하는 목적과 함께 1956년 전국적인 자유 선거를 위하여 마련하기도 하였다. 그러나 미국 정부의 공무원들은 베트남에서 자유 선거 개최가 프랑스로부터 독립을 위하여 국가의 전쟁을 이끈 공산주의자들에게 권력을 가져올 것이라고 걱정하였다. 그들은 베트남에서 공산당 정부가 소련의 힘을 높여 미국의 안정을 위협할 것으로 느꼈다. 결과로서 미국 정부와 남베트남 총통 지엠은 선거를 개최하는 것을 거부하였다.
요구된 선거를 개최하는 데 남베트남 정부가 실패했을 때 북베트남의 지도자들은 화가 났다. 공산주의자들은 필요하다면 강제로 지엠을 축출시키고 국가를 통일하기로 결심하였다. 베트남 전쟁에서 북베트남의 주요 공격 수단들 중의 하나는 베트콩으로 알려진 남베트남 게릴라 투사들의 단체였다. 미국 정부는 북베트남과 베트콩에 대항하여 국가 자신을 방어하는 남베트남에 도움을 주는 데 돈, 무기와 군사 고문들을 보냈다.

## 남베트남 군사 계급들을 통하여 승진
다음 몇년 동안 티에우는 남베트남 군사의 계급들에서 지속적으로 올라갔다. 그는 자신이 많은 젊은 사관들의 존중을 얻은 몇년 동안 국가 사관학교의 감독자가 되었다. 그는 또한 1957년과 1960년 더욱 나가서 훈련을 위하여 미국에 가기도 하였다. 미국 정부는 강력한 남베트남 군사를 구축하는 희망에 이 훈련 프로그램들을 후원하였다.
하지만 1963년까지 베트콩은 남베트남의 시골의 큰 지역들을 통치하였다. 공산주의자들의 성공을 위한 이유의 일부는 지엠의 정부가 국민들과 매우 인기 없던 것이었다. 자신을 보호하는 데 지엠은 사이공의 겨우 외부에 기갑 사단을 주둔시켰고, 그 담당에 티에우를 맡겼다. 그러나 이 일은 실수로 증명하였다. 그해 11월 남베트남 군사 지도자들의 단체가 정부를 축출하고 지엠을 암살하였다. 티에우의 사단은 총통 관저에 포병대를 발사하면서 지엠의 축출에서 활동적인 역할을 하였다.
"Big Minh"으로 알려진 즈엉반민 장군이 남베트남의 새로운 지도자가 되었다. 즈엉반민은 티에우를 정부를 통치한 12명의 남성들로 이루어진 군인혁명회의의 회원으로 만들면서 그의 도움으로 티에우를 보답하였다. 그러나 티에우과 베트남에서 미국의 군사 고문들이 "Yound Turks"로 부른 다른 젊은 사관들은 즈엉반민의 리더십과 인상을 받지 않았다. 1964년 1월 그들은 응우옌카인이 즈엉반민으로부터 정부의 통치를 차지하는 데 도움을 주었다.
남베트남은 다음의 해에 리더십에서 더욱 많은 몇몇의 변화들을 보았다. 이 변화들을 통하여 티에우는 정부에서 가장 권력적인 인물들 중의 하나로 남아있었다. 1965년 쩐반흐엉이 권력으로 왔을 때 티에우는 국방의 담당에 부수상으로 임명되었다. 이 직위에서 그는 남베트남이 협상된 해결을 위한 요구에 저항하여 북베트남에 대항하는 그 군사 작전들을 확장시켜야 한다고 주장하였다. 미국이 북베트남에 폭격 캠페인을 착수하고 국가에 미군들을 보내기 시작했을 때 그는 기뻐하였다.

## 베트남 공화국의 총통

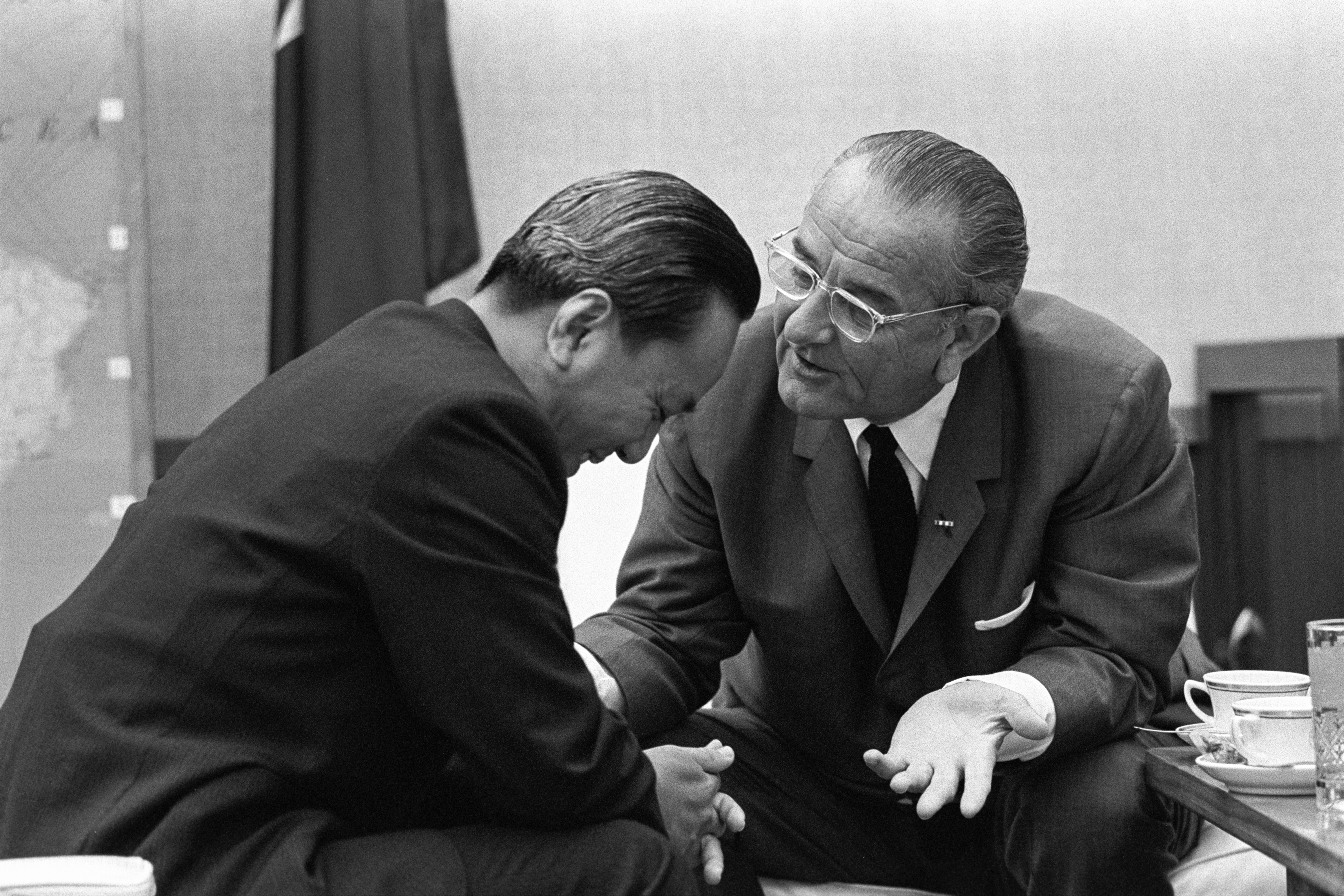
린든 B. 존슨 미국 대통령과 회담에서

1965년 6월 티에우는 지엠이 암살되었던 이래 9번째로 남베트남 정부를 축출하는 데 2명의 다른 젊은 사관들 - 응우옌까오끼와 응우옌후우꼬와 군단에 가입하였다. 그러고나서 3인조는 티에우그 그 주석으로서 함께 남베트남을 지배하는 데 국가 영도 위원회를 형성하였다. 이 것이 기술적으로 정부에서 높은 직위였어도 티에우는 수상으로서 일상적으로 정부를 다룬 까오끼에 의하여 자신이 우울해진 것을 찾아냈다.
1966년 티에우와 까오끼는 린든 B. 존슨 미국 대통령과 만나는 데 하와이로 떠났다. 이 회담이 열린 동안 그들은 남베트남을 위한 헌법을 설립하고, 전국 선거를 개회하는 데 동의하였다. 1967년 남베트남은 더욱 본격적이고 민주적으로 보이는 정부를 만들기 위하여 총통 선거를 개최하였다. 2명의 주요 후보들은 티에우와 까오끼였다. 그러나 국가의 최고 군사 지도자들은 까오끼를 최고 직무를 위한 그의 입찰을 포기하고 대신 티에우의 부총통으로서 나가도록 압박하였다. 미국의 업저버들에 의하면 군사 지도자들은 또한 자신들의 오히려 좋아했던 후보들이 이길 선거를 조작하였다고 한다. 예를 들어 그들은 투표인들에 영향을 주고, 시위로부터 그들의 상대들을 방지하는 데 몇몇의 성들에서 군대를 주둔시켰다.

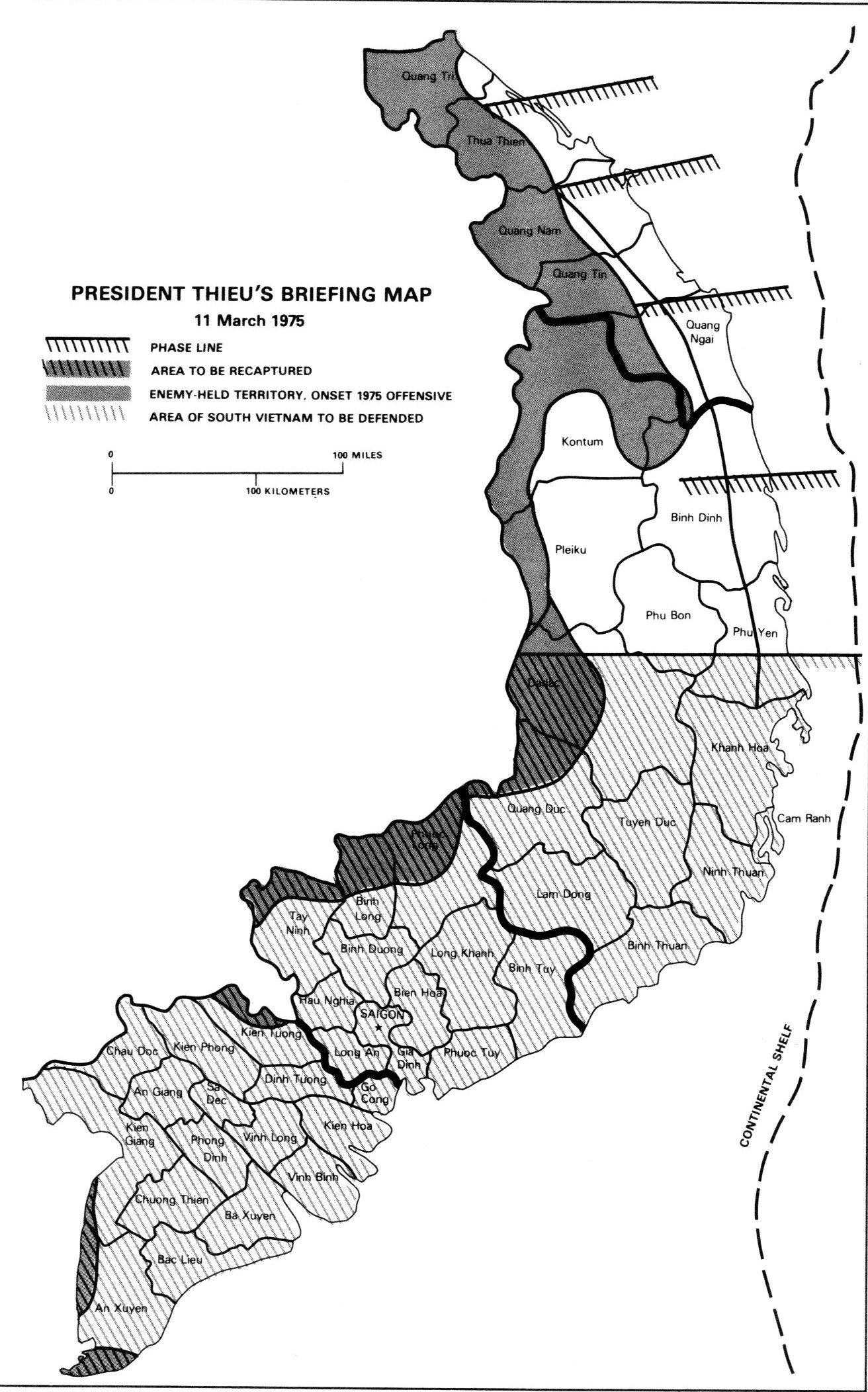
베트남 전쟁 당시 응우옌반티에우의 브리핑 지도

티에우는 1967년 10월 31일 베트남 공화국의 총통으로서 선서되었다. 취임식에서 자신의 연설에서 그는 자신이 "북베트남과 평화의 문을 활짝 열어 둘 것"이라고 선언하였다. 하지만 그는 또한 자신이 "항복을 받아들이지 않도록 결심" 되었다고 말하였다.
티에우는 남베트남의 총통으로서 어떤 긍정적인 변화들을 만들었다. 그는 정부로부터 부패한 공리들을 제거하는 데 캠페인을 착수하였다. 그는 또한 50,000 가족들에게 대지를 분배하였고, 지주들에 의한 부당한 관행으로부터 거주자들을 보호한 법률을 통과시켰다. 그러나 그는 또한 자신의 정치적 적들을 침묵시키고 자신의 권력을 유지하는 데 가혹한 조치를 이용하기도 하였다.
1969년 리처드 닉슨 미국 대통령은 점차 베트남으로부터 미군들을 철수시키고 남베트남의 정부와 군사로 전쟁을 싸우는 것으로 주요 책임을 돌리는 계획을 공고하였다. 티에우는 닉슨의 공고에 심하게 반응하였다. 그는 이전의 몇년 동안 전쟁에서 남베트남의 군대가 참전하지 않았다는 제안을 분개하였다. 그는 또한 미국이 떠났을 때 자신의 정부가 북베트남의 공산군들에게 더욱 취약할 것을 승인하였다. 아직도 티에우는 닉슨의 계획을 받아들이는 것 외에 선택이 없었다.
미군들이 베트남을 떠나기 시작하면서 티에우는 그들을 대체하는 데 새로운 남베트남 군사 부대들을 모집하여 훈련시켜야 했다. 이것을 하기 위하여 그는 시민들을 군대에 징집하는 프로그램들을 세웠고, 더욱 많은 무기들과 훈련을 위하여 내야 할 세금을 올렸다. 이 활동들은 남베트남에서 많은 국민들을 화나게 하였다. 그들은 자신들이 이미 충분히 희생되었다고 느꼈고, 평화를 원하였다. 자신의 정책들이 인기 없던 것을 깨닫은 티에우는 자신의 권력에 남아있을 것을 확보하는 데 단계들을 택하였다. 그는 다음 대통령 선거에서 출마로부터 까오끼와 그의 어떤 다른 주요 상대들을 실격시키는 법률을 통과시켰다. 결과로서 티에우는 1971년 남베트남의 총통으로 재선되었다.

## 평화 협정을 지키는 데 거부들

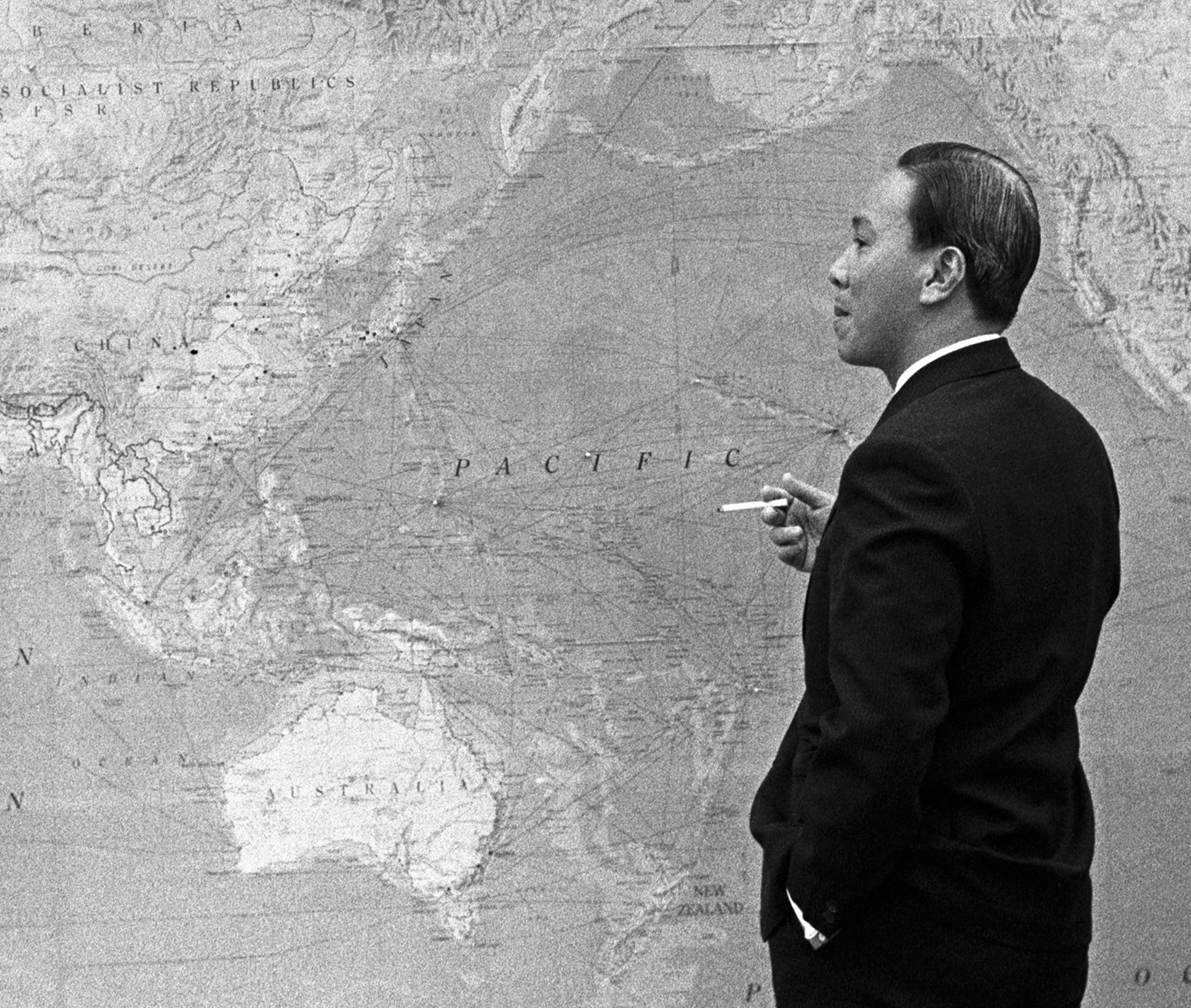
집권 후반 경의 응우옌반티에우

1973년 미국과 북베트남의 협상자들은 파리에서 평화 조약에 협정에 도달하였다. 협정의 조건들 아래 북베트남은 남베트남에서 공산당의 의원 선출권을 포함한 연정을 위한 그 요구들을 버리는 데 동의하였다. 교환에서 미국은 그들이 군사적 침략을 다시 시작하지 않는 약속하면서 남베트남에 어떤 북베트남의 군대가 남아있는 것을 허용하는 데 동의하였다. 조약은 또한 미군들이 남베트남을 떠나야 하는 것을 명시하였다.
협정은 티에우를 남베트남 정부의 담당에 남겼다. 그러나 그것은 또한 북베트남으로부터 정치적 대표들을 포함한 국가 화해 위원회를 창조하였다. 이 조직은 공산당을 포함한 전부의 당들이 참여할 수 있었던 새로운 정부를 위하여 선거를 감독하면서 기소되었다.
티에우는 평화 협정의 조건들에 의하여 분노하였다. 그는 자신이 그 조건들로 전혀 동의하지 않을 것을 미국의 공무원들에게 말하였다. 그러나 닉슨 행정부 공무원들은 티에우에게 미국이 티에우가 그것을 찬성 혹은 그렇지 않던지 협정과 함께 앞으로 나아갈 것이었다고 경고하였다. 미국의 자신의 정부에 모든 원조를 끊을 것에 두려워한 티에우는 마지못해 조약으로 자신의 반대를 포기하였다.
협정이 효력을 나타내고 미군들이 베트남으로부터 철수한지 짧은 후에 티에우는 평화 조약을 위반하기 시작하였다. 그는 선거를 개최하거나 새로운 정부를 형성하는 데 거부하였고, 자신의 상대들을 침묵시키는 데 단계들을 택하였다. 그는 또한 공산군들에 의하여 통치된 시골의 지역들에 폭격 임무와 군사 공격을 명령하였다. 이 작전들은 남베트남에서 농사와 다른 사업 활동들을 혼란시켰다. 오래지 않아 광범한 식량과 다른 공급물의 부족이 있었다. 남베트남 국민들이 굶주림과 다른 곤란을 겪으면서 티에우의 정부는 더욱 더 인기가 없어졌다.
1975년 북베트남은 남베트남의 통치를 차지하는 희망에 최후의 공세를 시작하였다. 공산군이 중부 베트남에서 전투들의 일련을 이기면서 티에우는 지방으로부터 그의 군대를 물러나게 하기로 결정하였다. 이 활동은 국가의 거의를 가로질러 공황과 혼란의 물결을 일으킨 남베트남 군대의 붕괴에 결과를 가져왔다. 몇주에 걸쳐 북베트남의 군대는 남베트남의 시골에 걸쳐 굴러 도시마다 도시를 포획하였다.
4월 20일 미국 대사 그레이엄 마틴은 티우에게 국가의 이익을 위하여 사임하는 데 티에우를 의문하였다. 다음날 베트남의 라디오와 텔레비전에 방송된 눈물 어린 3시간 연설을 하였다. 그는 공산군들의 성공으로 미국의 탓으로 돌렸다. 그는 미국 정부가 남베트남을 버리고 파리 협정에 조인하는 데 자신을 강요하였다는 것을 단언하였다.

## 망명과 사망
1975년 4월 26일 티에우는 미군의 수송기에 남베트남으로부터 달아났다. 수송기는 또한 그들의 소지품 15 톤은 물론, 그의 부인 응우옌티마이와 2명의 자식들을 포함하였다. 미국 중앙 정보국의 도움으로 그들은 미국에 정착하기 전에 타이완으로 망명하였다가 영국에서 살았다. 티에우는 1980년대 이래 보스턴 지역에서 살았다. 어떤 보고들은 그가 억만장자인 것을 단언하였다. 1992년 그는 회견자에게 자신이 베트남으로 귀국하여 다시 국가를 이끄는 데 준비되었다고 말하였다.
자신의 폭스버러 자택에서 뇌졸중으로부터 쓰러져 호흡용 보호구에 놓여온 후, 티에우는 2001년 9월 29일 78세의 나이에 보스턴에 있는 베스 이즈레일 디코네스 의료소에서 사망하였다. 그는 화장되어 보스턴의 한 묘지에 안치되었다.

## 어록
- 공산당이 하는 말을 듣지 말고, 그들이 하는 것을 보라![3][4]
- 살아있지만 자유가 없다면 죽은 것이다.[5]
- 강토가 있다면 모든 것이 남아있지만, 강토를 잃는다면 모든 것을 잃는다.
- 미국이 계속 원조한다면, 우리도 계속 반공이다![6][7]
- 만약 미국이 우리에게 계속 원조를 하지 않는다면 하루가 아니라 한달, 일 년도 아니고 단 세 시간 만에 우리는 독립궁을 떠나야 할 것이다.
- 나라밥을 먹으면서 숭배하는 것은 공산괴뢰.
- 만약 그들(미국)이 나를 암살하려한다면 그건 매우 쉽다. 암살하고서 베트콩의 짓이나 쿠데타 음모라고 일을 돌려버리면 되니까.
- 그들(미국)은 나의 등 뒤를 찔렀다.[8]

## 같이 보기
- 응우옌카인
- 즈엉반민

## 역대 선거 결과
| 선거명      | 직책명               | 대수 | 정당             | 득표율 | 득표수      | 결과 | 당락 |
| ----------- | -------------------- | ---- | ---------------- | ------ | ----------- | ---- | ---- |
| 1967년 선거 | 베트남 공화국의 총통 | 5대  | 국가사회민주전선 | 34.83% | 1,649,561표 | 1위  |      |
| 1971년 선거 | 베트남 공화국의 총통 | 5대  | 국가사회민주전선 | 100%   | 5,971,114표 | 1위  |      |